# Kľúčovec
Kľúčovec es un municipio del distrito de Dunajská Streda en la región de Trnava, Eslovaquia, con una población estimada a final del año 2024 de 345 habitantes.
Se encuentra ubicado al sur de la región, cerca de los ríos Danubio y Váh, y de la frontera con Hungría y la región de Bratislava.

## Demografía
| Año        | 1994 | 2004    | 2014    | 2024    |
| ---------- | ---- | ------- | ------- | ------- |
| Población  | 359  | 387     | 365     | 345     |
| Diferencia |      | +7,79 % | −5,68 % | −5,47 % |

| Año        | 2023 | 2024    |
| ---------- | ---- | ------- |
| Población  | 348  | 345     |
| Diferencia |      | −0,86 % |